# Justin Omoregie
Justin Omoregie (Austria, 21 de septiembre de 2003) es un futbolista austríaco que juega como defensa en el TSV Hartberg de la Bundesliga.

## Estadísticas

### Clubes
Actualizado al último partido disputado el 5 de octubre de 2024.
| Club                      | Div.          | Temporada     | Liga  | Liga  | Copas nacionales | Copas nacionales | Copas internacionales | Copas internacionales | Total | Total |
| Club                      | Div.          | Temporada     | Part. | Goles | Part.            | Goles            | Part.                 | Goles                 | Part. | Goles |
| ------------------------- | ------------- | ------------- | ----- | ----- | ---------------- | ---------------- | --------------------- | --------------------- | ----- | ----- |
| F. C. Liefering · Austria | 2.ª           | 2021-22       | 18    | 1     | —                | —                | —                     | —                     | 18    | 1     |
| F. C. Liefering · Austria | 2.ª           | 2022-23       | 2     | 0     | —                | —                | —                     | —                     | 2     | 0     |
| F. C. Liefering · Austria | 2.ª           | 2023-24       | 11    | 1     | —                | —                | —                     | —                     | 11    | 1     |
| F. C. Liefering · Austria | Total club    | Total club    | 31    | 2     | 0                | 0                | 0                     | 0                     | 31    | 2     |
| TSV Hartberg · Austria    | 1.ª           | 2024-25       | 8     | 0     | 1                | 1                | —                     | —                     | 9     | 1     |
| TSV Hartberg · Austria    | Total club    | Total club    | 8     | 0     | 1                | 1                | 0                     | 0                     | 9     | 1     |
| Total carrera             | Total carrera | Total carrera | 39    | 2     | 1                | 1                | 0                     | 0                     | 40    | 3     |

## Palmarés

### Títulos nacionales
| Título     | Club               | País    | Año  |
| ---------- | ------------------ | ------- | ---- |
| Bundesliga | Red Bull Salzburgo | Austria | 2023 |